# Monumento naturale Mola della Corte-Settecannelle-Capodacqua
Il monumento naturale Mola della Corte-Settecannelle-Capodacqua è un'area naturale protetta situato nei pressi del Comune di Fondi in provincia di Latina.
Istituito nel 2001, occupa un'area di 4 ettari.
All'interno del parco si trova un mulino di epoca medievale e un laghetto. In particolare il suo habitat è prezioso perché costituisce una zona umida integra, simile a quella che doveva essere la zona palustre intorno a Fondi, la piana fondana, prima della bonifica.